# Bouge de là
Bouge de là è l'unico singolo estratto dall'album di debutto Qui sème le vent récolte le tempo del rapper francese MC Solaar.

## Tracce
CD-Maxi Polydor
1. Bouge de là – 3:12
2. Bouge de là (Versione lunga) – 8:17
3. Bouge de là (Réconfort Mix) – 5:47
4. Bouge de là (Underground Mix) – 3:20

CD-Maxi Talkin' Loud
1. Bouge de là – 3:12
2. À dix de mes disciples – 4:54
3. Qui sème le vent récolte le tempo (LP Mix) – 4:13
4. Bouge de là (Versione lunga) – 8:17

12"-Maxi Polydor
1. Bouge de là (Réconfort Mix) – 5:47
2. Bouge de là (Réconfort Edit) – 4:36
3. Bouge de là (Underground Mix) – 3:20
4. Bouge de là (Demo) – 4:08

12"-Maxi Talkin' Loud
1. Bouge de là (Versione lunga) – 8:17
2. Bouge de là (Badhouse Mix) – 3:13
3. À dix de mes disciples – 4:54
4. Qui sème le vent récolte le tempo (LP Mix) – 4:13

Singolo 7"
1. Bouge de là – 3:12
2. Bouge de là (Strumentale) – 3:12

CD Singolo
1. Bouge de là – 3:12
2. Bouge de là (Strumentale) – 3:12